# Baptria tibialata
Baptria tibialata là một loài bướm đêm trong họ Geometridae.